# 370-talet f.Kr.

## Händelser
- 373 f.Kr. – Den grekiska staden Helike och Apollontemplet i Delfi förstörs av en jordbävning.
- 372 f.Kr. – Ellike och Bula på Peloponnesos förstörs av en jordbävning.

## Födda
- Theofrastos, grekisk filosof, botanikens grundare, metafysiker

## Avlidna
- Demokritos, grekisk filosof, grundare av atomläran.